# Maroons de Chatham
Les Maroons de Chatam sont une franchise de hockey sur glace ayant évolué dans la Ligue internationale de hockey et dans l'Association de hockey senior A de l'Ontario.

## Historique
L'équipe a été créée en 1949 à Chatham en Ontario. Elle évolua dans la LIH durant ses trois premières saisons avant de rejoindre, en 1952, la OHA Sr.A où elle resta jusqu'en 1963 avant de retourner pour une dernière saison d'activité, dans la LIH pour la saison 1963-1964.
Les Maroons remportèrent dès leur première saison en LIH la coupe Turner remise au champion des séries éliminatoires, il s'agit de leur seul championnat professionnel.
En 1960, l'équipe remporte la coupe Allan, trophée décerné à la meilleure équipe de niveau senior au Canada. L'équipe vainqueur de ce trophée était alors invitée à représenter le Canada l'année suivante à l'occasion du Championnat du monde de hockey sur glace. Cependant, à la suite de cette victoire, les Maroons déclinèrent l'invitation et laissèrent la place au finaliste de la coupe Allan, les Smoke Eaters de Trail, pour représenter le pays à la compétition mondiale.  

### Saisons des Maroons en LIH
Note : PJ : parties jouées, V : victoires, D : défaites, N : matchs nuls, DP : défaite en prolongation, DF : défaite en fusillade, Pts : Points, BP : buts pour, BC : buts contre, Pun : minutes de pénalité
| Saison    | PJ | V  | D  | N | Pts | Classement  | Séries éliminatoires         | Entraîneur   |
| --------- | -- | -- | -- | - | --- | ----------- | ---------------------------- | ------------ |
| 1949-1950 | 40 | 19 | 18 | 3 | 41  | 3e rang LIH | Vainqueur de la coupe Turner | Bob Stoddart |
| 1950-1951 | 52 | 25 | 23 | 4 | 59  | 3e rang LIH | n/d                          | n/d          |
| 1951-1952 | 48 | 22 | 23 | 3 | 47  | 4e rang LIH | n/d                          | n/d          |
| 1963-1964 | 70 | 21 | 44 | 5 | 47  | 7e rang LIH | n/d                          | Gus Mortson  |

### Saisons des Maroons en OHA Sr.A
| Saison    | PJ | V  | D  | N | Pts | Classement                  | Séries éliminatoires                               | Entraîneur   |
| --------- | -- | -- | -- | - | --- | --------------------------- | -------------------------------------------------- | ------------ |
| 1952-1953 | 48 | 21 | 26 | 1 | 43  | 5e rang OHA Sr.A            | n/d                                                | Jack Stewart |
| 1953-1954 | 56 | 22 | 31 | 3 | 47  | 6e rang OHA Sr.A            | n/d                                                | n/d          |
| 1954-1955 | 50 | 17 | 30 | 3 | 37  | 5e rang OHA Sr.A            | n/d                                                | n/d          |
| 1955-1956 | 48 | 21 | 24 | 3 | 45  | 4e rang OHA Sr.A            | Vainqueur de la finale                             | n/d          |
| 1956-1957 | 52 | 28 | 22 | 2 | 58  | 3e place, division Est      | n/d                                                | n/d          |
| 1957-1958 | 60 | 21 | 34 | 5 | 47  | 6e place, division Nord-Sud | n/d                                                | n/d          |
| 1958-1959 | 54 | 37 | 15 | 2 | 76  | 1re place, division NOHA    | n/d                                                | n/d          |
| 1959-1960 | 54 | 23 | 27 | 4 | 54  | 3e rang OHA Sr.A            | Vainqueur de la finale Vainqueur de la coupe Allan | John Horeck  |
| 1960-1961 | 40 | 20 | 16 | 4 | 44  | 2e place, division Ouest    | n/d                                                | Ted Power    |
| 1961-1962 | 34 | 15 | 17 | 2 | 32  | 5e rang OHA Sr.A            | Défaite en finale                                  | Ted Power    |
| 1962-1963 | 40 | 24 | 13 | 3 | 51  | 2e rang OHA Sr.A            | Défaite en finale                                  | Gus Mortson  |